# 셔번

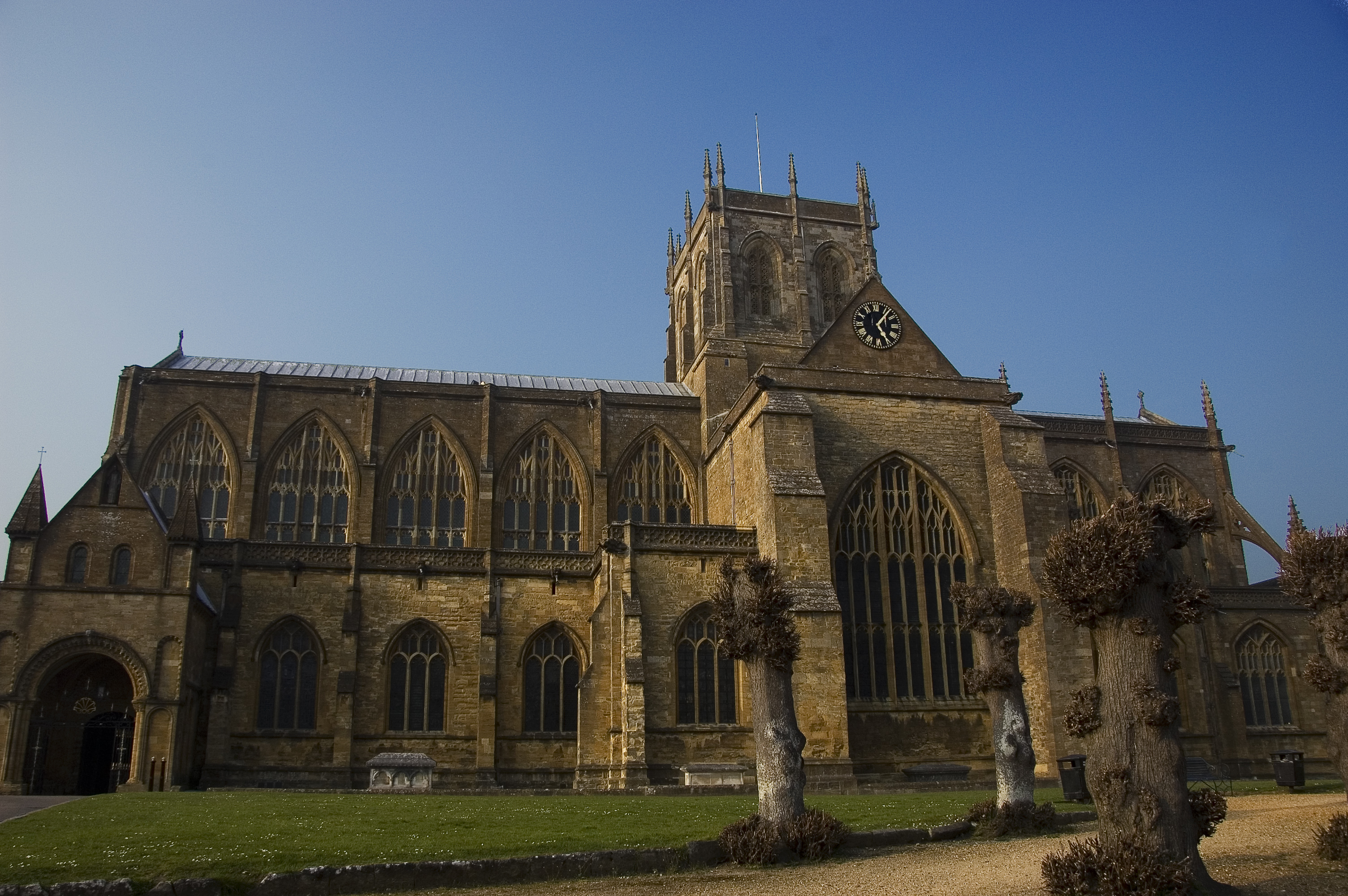
셔번 수도원

셔번(Sherborne)은 잉글랜드 도싯주에 위치한 도시로 인구는 9,523명(2011년 기준)이다. 요빌에서 동쪽으로 10km 정도 떨어진 곳에 위치한다.